# Dai kaijū no ato shimatsu
Dai kaijū no ato shimatsu (大怪獣のあとしまつ?) es una película japonesa de comedia dramática y kaiju de 2022 dirigida por Satoshi Miki, protagonizada por Ryosuke Yamada, Tao Tsuchiya y Gaku Hamada. Se trata de una coproducción entre Toei y Shochiku, la primera entre ambos.

## Sinopsis
El gran kaiju que infundió miedo en Japón ha muerto. El público aplaude y se siente aliviado. La carcasa recibe el sobrenombre de "esperanza" por los diversos potenciales que podría tener. Sin embargo, el cadáver se pudrió mientras estaba allí y surgieron temores de una explosión. Por lo tanto, para deshacerse del cuerpo, los jóvenes hombres y mujeres de Tokumutai se enfrentan a una peligrosa eliminación, ya que el destino de Japón depende de su éxito.

## Reparto
- Ryosuke Yamada como Arata Obinata
- Tao Tsuchiya como Yukino Amane
- Gaku Hamada como Masahiko Ame
- Joe Odagiri como Ryo 'Blues' Aoshima
- Toshiyuki Nishida como Kan Nishiotachime
- Hidekazu Mashima como Seiichiro Shikishima
- Eri Fuse como Sayuri Renbutsu
- Seiji Rokkaku como Hiroto Sugihara
- Toshihiro Yashiba como Manabu Takenaka
- Yoshiki Arizono como Murasaki Kawanishi
- SUMIRE como Yamaneko Kunugi
- Kenzo Ryu como Tsukuru Michio
- Megumi como Yuko Amaguri
- Ryo Iwamatsu como Bokudo Ioroi
- Yoji Tanaka como Hayato Nakajima
- Gin Pun Chou como la madre de Yukino
- Kyusaku Shimada como Wataru Nakagaichi
- Takashi Sasano como Jiro Zaizen
- Rinko Kikuchi como Sen Masago
- Fumi Nikaido como Sayoko
- Shota Sometani como Denki Mukogawa
- Yutaka Matsushige como Noboru Yamikumo
- Taisei Kido como Suda

## Estreno
Dai kaijū no ato shimatsu se estrenó en Japón el 4 de febrero de 2022 y en Blu-ray y DVD el 13 de julio.